# Шодрон де Курсель, Альфонс
Альфо́нс Шодро́н де Курсе́ль (фр. Alphonse Chodron de Courcel; 20 июля 1835—1919) — французский дипломат.
С 1881 по 1886 был французским посланником в Берлине; позже — сенатором. В 1892 был назначен третейским судьёй от Франции для решения спора о Беринговом море между Великобританией и США.
Его правнучатая племянница — жена Жака Ширака Бернадетт Шодрон де Курсель.